# Acacia costiniana
Acacia costiniana är en ärtväxtart som beskrevs av Mary Douglas Tindale. Acacia costiniana ingår i släktet akacior, och familjen ärtväxter. Inga underarter finns listade i Catalogue of Life.